# Joachim Andersen
Joachim Christian Andersen (phát âm tiếng Đan Mạch: [ˈɑnɐsn̩]; sinh ngày 31 tháng 5 năm 1996) là một cầu thủ bóng đá chuyên nghiệp người Đan Mạch thi đấu ở vị trí trung vệ cho câu lạc bộ Crystal Palace tại Ngoại hạng Anh và đội tuyển quốc gia Đan Mạch.